# Кудуро
Кудуро или Кудуру  (порт. Kuduro) — музыкальное направление и особый вид танца, который появился в Анголе. Танец Кудуро получил широкое распространение в пригородах столицы Португалии Лиссабона. Также в последнее время он снискал популярность в Бразилии, в особенности в пригородах Рио-де-Жанейро и Салвадора, где существует несколько групп, исполняющих кудуро. Направление сформировалось под влиянием таких музыкальных направлений Анголы, как сунгура, кизомба и семба, а также рагга и рэп.

## Стиль
Тексты песен отличаются простотой и юмористическим содержанием. Как правило, язык песен — португальский, зачастую с примесью ангольских наречий, например, кимбунду.

## Происхождение
Стиль кудуро зародился как танец, но со временем получил развитие как отдельное музыкальное направление. Название, по всей видимости, происходит из языка кимбунду.
В Анголе официальный язык является португальский. Название кудуро это составное слово из диалекта португальского языка креольского ку- (попа) и дуро- (твердая) в основном в танце задействованы бедра исполнителя с ритмичными и динамичными движениями ног. Часто танец производится несколькими участниками которые смотрят в одну сторону нечто напоминающее лайн-дэнс.